# M29 Weasel
De M29 Weasel was een Amerikaans rupsvoertuig tijdens de Tweede Wereldoorlog, ontwikkeld door Studebaker, en speciaal ontworpen om te opereren in de sneeuw.

## Ontwerp en ontwikkeling
Het idee voor de M29 Weasel kwam van de Britse journalist en uitvinder Geoffrey Pyke, in combinatie met zijn voorstellen om de As-mogendheden en industriële installaties in Noorwegen aan te vallen. Deze plannen om het Duitse atoomprogramma tegen te werken werden overgenomen door de 1st Special Service Force, bijgenaamd de Devil's Brigade. Hij bedacht een licht, snel voertuig waarmee kleine troepeneenheden vervoerd konden worden in de sneeuw.
Naast gebruik door de speciale eenheden werden de Weasels in Europa ook ingezet om de troepen aan de frontlinie te bevoorraden.

## Varianten
- T-15 - prototype.
- M28
- M29 - Kon niet drijven.
  - M29C - Kon wel drijven.